# Justin Watts
Justin Lee Watts (ur. 1 lipca 1990 w Durham) – amerykański koszykarz, występujący na pozycjach rzucającego obrońcy lub niskiego skrzydłowego.
W sierpniu 2017 został zawodnikiem Czarnych Słupsk. 10 stycznia 2018 opuścił klub. 15 lutego podpisał umowę z katarskim Al Gharafa Doha.
23 lutego 2019 dołączył do Kinga Szczecin. 10 września zawarł umowę z filipińskim zespołem Alaska Aces. 17 grudnia podpisał kontrakt z MKS-em Dąbrowa Górnicza.

## Osiągnięcia
Stan na 8 lipca 2020, na podstawie, o ile nie zaznaczono inaczej.
NCAA
- Mistrz NCAA (2009)
- Uczestnik rozgrywek Elite Eight turnieju NCAA (2009, 2011, 2012)
- Mistrz sezonu zasadniczego konferencji Atlantic Coast (ACC – 2009, 2011, 2012)

Drużynowe
- Mistrz Queensland Basketball League (QBL – 2013)

Indywidualne
- Uczestnik meczu gwiazd japońskiej ligi BJ (2015)